# Турівська волость
Турівська волость — адміністративно-територіальна одиниця Прилуцького повіту Полтавської губернії з центром у селі Турівка. Існувала у 1867 - 1923 рр.
Станом на 1885 рік — складалася з 7 поселень, 10 сільських громад. Населення 6735 — осіб (3344 осіб чоловічої статі та 3391 — жіночої), 984 дворових господарства.
Найбільші поселення волості станом на 1885:
- Турівка
- Пасківщина
- Піддубівка
- Стара Оржиця

Поселення волості станом на 1912:
- Турівка, село
- Ільїнський, хутір
- Овраменків, хутір
- Пасківщина, село
- Піддубівка, село
- Стара Оржиця, село
- Урсалівка, хутір

Старшинами волості були:
- 1900 року відставний бомбардир Петро Демянович Шеремет[2];
- 1904 року селянин Федір Кузьміч Бойко[3];
- 1913 роках Матвій Іванович Мінк[4];
- 1915 роках Пилип Терентійович Галицький[5].